# Houston Texans
Houston Texans er et amerikansk fodboldhold baseret i Houston, Texas, USA. Holdet, der blev oprettet i 2002, har endnu ikke nået Super Bowl.